# Anatoli Amelin
Anatoli Nikolajevitsj Amelin (Russisch: Анатолий Николаевич Амелин; Moskou, RSFSR, Sovjet-Unie, 8 juni 1946) is een voormalig Russisch professioneel tafeltennisser die uitkwam voor de Sovjet-Unie. Hij trad in het huwelijk met tafeltennisster Laima Balaišytė.

## Belangrijkste resultaten
- WK
  -  Zilver in het mannen dubbelspel in 1967 met Stanislav Gomozkov.
  -  Brons in het gemengd dubbelspel in 1967 met Zoja Roednova.
  -  Brons in het mannen dubbelspel in 1969 met Stanislav Gomozkov.
- EK
  -  Zilver met het team in 1966.
  -  Zilver met het team in 1968.
  -  Brons in het enkelspel in 1966.
  -  Brons in het mannen dubbelspel in 1966 met Stanislav Gomozkov.
  -  Brons in het mannen dubbelspel in 1968 met Stanislav Gomozkov.
  -  Brons in het gemengd dubbelspel in 1968 met Svetlana Grinberg.
  -  Brons in het mannen dubbelspel in 1970 met Stanislav Gomozkov.
  -  Brons in het gemengd dubbelspel in 1970 met Svetlana Grinberg.